# Fukomys foxi
Fukomys foxi es una especie de roedor de la familia Bathyergidae.

## Distribución geográfica
Se encuentra en Camerún y Nigeria. 

## Hábitat
Su hábitat natural son: las tierras  de baja altitud,  subtropicales o tropicales,  pastizales y cuevas.